# 石井舞
石井 舞（いしい まい、1983年 - ）は、日本の女優。東京都出身。フリー。
日本大学芸術学部演劇学科演技コース卒業。舞台中心に多数作品に出演。
特技はピアノ、ギター、お菓子作り、百人一首など。日舞(花柳流)。乗馬ライセンス5級。
2016年からmaimai名義でDJとしても活動。小劇場アイドルユニット・38mmなぐりーずリーダーとして、2014年4月まで活動。
radiotalk「石井舞のラジオ」を定期的に更新中。

## 出演

### 舞台[2]
- 劇団、本谷有希子（番外公演）「ぬるい毒」（原作：本谷有希子、脚本・演出：吉田大八）[3]
- 岸田理生アヴァンギャルドフェスティバル　吉野翼企画「眠る男」（原作：岸田理生、構成・演出：吉野翼）
- miel「す き と お り」（作：糸井幸之介、末原拓馬、瀬戸山美咲、登米裕一、ハセガワアユム、米内山陽子 構成・振付・演出：金崎敬江)
- 空間交合リジッター企画「あるオト、あるヒカリ、あるカラダ、あるコトバ、 あるミライ、そのタもろもろ、の、あるケシキ」（再演）（作・演出：中島庸介）
- スポンジ「魚のいない水槽」(再演)（作・演出：中村匡克）
- 岸田理生アヴァンギャルドフェスティバル　吉野翼企画「恋 其之弐」（原作：岸田理生、構成・演出：吉野翼）
- キ上の空論「東京虹子、７つの後悔」(作・演出：中島庸介、音楽：福岡晃子（チャットモンチー）)
- キ上の空論のみじかいはなし「ああ、色は思案の外」内「つくりばなし」(脚本:柴幸男(ままごと)、演出：中島庸介)
- 劇団競泳水着「全 員 彼 女」(脚本・演出：上野友之)
- キ上の空論「幸福の黄色い放課後」（作・演出：中島庸介）
- キ上の空論「幸福の黄色い１０日後」（作・演出：中島庸介）
- キ上の空論「青の凶器、青の暴力、手と手。この先、」（作・演出：中島庸介）[4]
- Kazakami 存在と証明1「カザカミ」（作・演出:木村恵美子）[5]
- 第12回岸田理生アバンギャルドフェスティバル　リオフェス2018 「野外劇 新譚 -糸地獄- 」（原作：岸田理生、構成・演出：吉野翼）
- スポンジ「慕情の部屋 2018」（作・演出：中村匡克）[6]
- ツチヤタカユキ戯曲「PARTY」上演プロジェクト 「PARTY」
- 第27班キャビネット公演recommend「こどものうた」※「マリー・アントワネット」に出演
- Ammo vol.5.5 試演会「私のイスラム・燈・その他の短編」
- Ammo vol.6「カーテンを閉じたまま」
- オフィス上の空プロデュース 第27班「蛍」(Wキャスト・Aチーム)[7]
- 第13回岸田理生アバンギャルドフェスティバル リオフェス2019 吉野翼企画「疫病流行記」
- 吉野翼企画番外実験劇『詩劇的寓話体現 -「寺山修司少女詩集」より-』
- Peachboysコント短編集『昇天』@東新宿Petit MOA
- 「未開の議場-オンライン版-」[8]
- 「未開の議場-オンライン英語字幕版-」
- 第14回岸田理生アバンギャルドフェスティバル リオフェス2020【寺山修司幻想実験劇三部作連続上演企画・第二部】吉野翼企画　女群音楽劇『初演版 -阿呆船-』
- サンモールスタジオプロデュース「Crime -2nd- 〜贖罪編〜」※singing dog「共謀者たち」に出演
- 【配信】はらぺこペンギン！短編連続配信公演「ゼンマイノート」[9]
- 豪遊倶楽部「二人行路」
- TOKYO PLAYERS COLLECTION「IN HER THIRTIES 2021」[10]
- オカムラ企画「あしたばのおひたし」
- たやのりょう一座「虚構の森でハローハロー」[11]
- 第27班 本公演ｰ15ｰ「蛍」[12]
- 劇場版100日後には彼女が出来るはず「オイコラケンジ〜何しれっと帰ってきてんだよ(仮)〜」※中嶋康太(Mrs.fictions)脚本・演出「仕事とアタシと不老不死」に出演
- 「台本を読むと楽しいの会 エキシビジョン アラフォーナイゲン」
- ViStar PRODUCE ReStart「引き結び～紬ぎ結ぶは命の糸～」
- たすいち「ヒラエス」[13]
- 萩島商店街青年部「未開の議場2023」[14]
- はらぺこペンギン！「トリプルパパパーズ！」
- オムニバスof Oi!Oi! vol.7「囚・囚・囚」※Aside「Remember」脚本：中村ノブアキ(JACROW)に出演[15]
- たすいち「言わない言葉の踊りかた」[16]
- Oi-SCALE「阻む壁」（脚本・演出：林灰二）[17]
- 劇団チリ即興ショーvol.2「台本のない初日」
- 劇場版100日後には彼女ができるはず３「バチェラー・ママン The Bachelor Maman」
- 劇団チリ即興labo#1「なにもない空間」
- Oi-SCALE「家族病３篇」※顔のない家族に出演（脚本・演出：林灰二）[18]

### radiotalk
- 石井舞のラジオ[19]
- あ、聞こえちゃいました？[20]

### 映画[21]
- 「曲がれ!スプーン」（監督：本広克行、脚本：上田誠／2009）リポーター役
- 「Ｇoodnight Ｂad Ｍorning」（監督：頃安祐良、脚本：マキタカズオミ／2009）小泉加代役（主役)

- 「連鎖」（YouTubeホラー映画祭 準グランプリ受賞作品／脚本・監督：マキタカズオミ／2021)

### TV
- BSテレ東「猫とコワモテ」
- Eテレ「青山ワンセグ開発」2014年5月期「モンスター清掃員」

- CX「Mr.サンデー」
- EX「ソレダメ！」
- NTV「ザ！世界仰天ニュース」「心ゆさぶれ！先輩ROCK YOU」
- BS-TBS「THE 歴史列伝～そして傑作が生まれた～」

### CM
- 日清カップヌードル 名探偵編
- JRA  あなたの競馬が走り出す。～GI 編～（有馬記念）
- 一休.com レストラン「贅沢ランチ」篇
- WOWOWに入りましょう。「カフェ」篇
- ユニファースト「レジカゴで使えるエコバッグ」(2020)

### MV
- さいとうりょうじ「溺れる射手座」

- AKB48 TeamB「金の羽根を持つ人よ」
- 38mm なぐりーず「わたしを劇場に連れてって。」
- 埋火「溺れる魚」
- MIYU「ビューティフルマインド」